# الأكاديمية العربية للعلوم والتكنولوجيا والنقل البحري

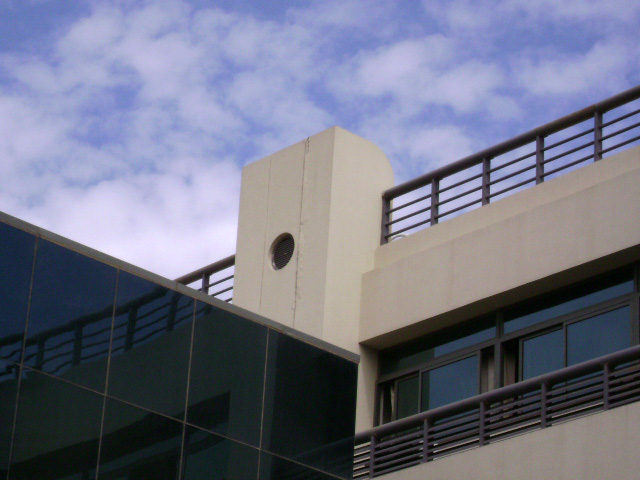
جانب من فرع هليوبوليس

الأكاديمية العربية للعلوم والتكنولوجيا والنقل البحري (اختصارًا AAST أو AASTMT) وهي منظمة تعليمية متخصصة في العلوم والتكنولوجيا والنقل البحري تابعة لجامعة الدول العربية تهدف إلى التعليم، التدريب، الأعمال البحثية.

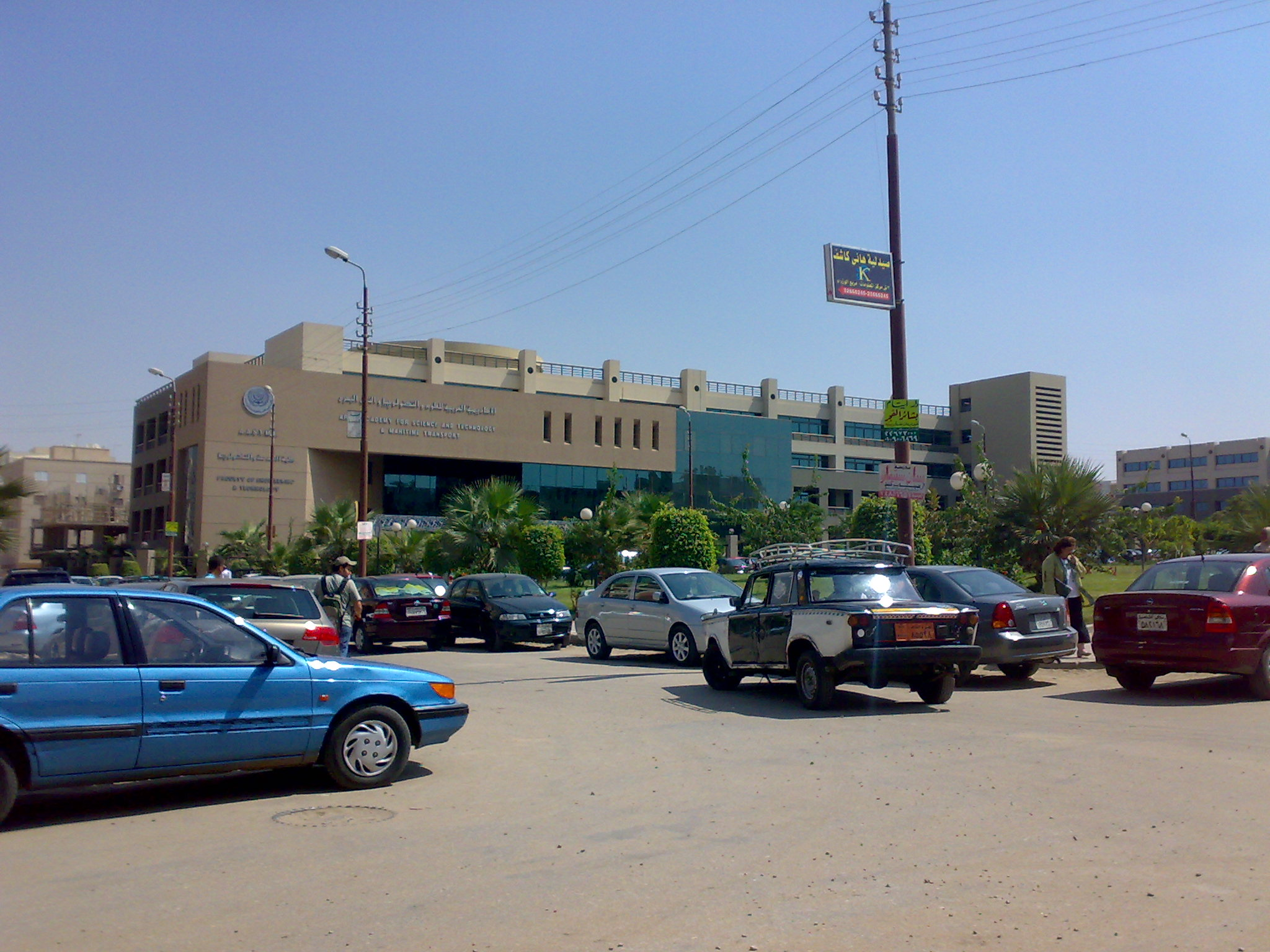
مبنى كلية الهندسة، القاهرة.

## تاريخ إنشاء الأكاديمية
نشأت فكرة إقامة الأكاديمية كمعهد إقليمى للنقل البحرى في اجتماعات لجنة المواصلات بجامعة الدول العربية في 11 مارس عام 1970 بصدور قرار مجلس جامعة الدول العربية رقم: 2631/1970 بدورته الثالثة والخمسين بالموافقة على إنشاء مركز إقليمى للتدريب على أعمال النقل البحرى، وقد نص القرار على تكليف جمهورية مصر العربية نيابةً عن دول جامعة الدول العربية بطلب معونة فنية من المنظمات المتخصصة للأمم المتحدة في مجال النقل البحرى لإنشائها. وفي نهاية عام 1971 أوفدت الأمم المتحدة لجنة مشتركة من منظماتها المعنية لدراسة مدى احتياج المنطقة لهذا المشروع وقد أوصت بضرورة إنشاء معهد تدريب بحري إقليمي وتوفير المعونة اللازمة له ووافق برنامج الأمم المتحدة الإنمائي على اعتماد مبلغ 3.2 مليون دولار على أن تساهم دول جامعة الدول العربية المشتركة بمبلغ 8.25 مليون جنيهًا مصريًا على مدار خمس سنوات كما أوصت أيضًا اللجنة بعد زيارة العديد من دول المنطقة بإختيار مدينة الإسكندرية كمقر لهذا المشروع.
كذلك أعد برنامج الأمم المتحدة الإنمائي وثيقة مشروع الأكاديمية العربية للنقل البحري بالإسكندرية رقم (REM/71L286/01/19) بالتعاون مع المنظمة الاستشارية البحرية للحكومات (IMCO) بصفتها وكالة منفذة للمشروع ومؤتمر الأمم المتحدة للتجارة والتنمية (UNCTAD) بصفته وكالة مشاركة.

## درجات البكالوريوس

### كلية النقل البحري والتكنولوجيا
1. تكنولوجيا الملاحة البحرية - شهادة ضابط ثان ملاحة
2. تكنولوجيا الهندسة البحرية - شهادة مهندس ثالث

### كلية النقل الدولي واللوجيستيات
1. إدارة لوجيستيات التجارة والنقل الدولي (عربي)
2. إدارة لوجيستيات التجارة والنقل الدولي (إنجليزي)

### كلية الهندسة والتكنولوجيا
1. الحاسب
2. الإلكترونيات والاتصالات
3. ميكانيكا
4. كهرباء وتحكم
5. تشييد وبناء
6. صناعية وإدارية
7. الهندسة المعمارية
8. ميكاترونيك

### كلية الحاسبات وتكنولوجيا المعلومات
1. علوم الحاسب
2. نظم المعلومات
3. هندسة البرمجيات
4. الوسائط المتعددة
5. الأمن السيبرانى
6. برنامج جامعة سندرلاند

### كلية الإدارة والتكنولوجيا
1. تسويق
2. إدارة مالية (عربي)
3. تسويق
4. إدارة مالية
5. نظم معلومات إدارية
6. التجارة الإلكترونية
7. إدارة الاعلام (إنجليزي)
8. إدارة أعمال فرنسي
9. برنامج جامعة كاردف (إنجليزي)
10. السياحة والفندقة

### كلية اللغة والإعلام
1. ليسانس الترجمة
2. بكالوريوس الإعلام

### كلية تكنولوجيا المصايد والاستزراع المائي
1. قسم مصايد بحرية

### كلية طب الأسنان
كلية طب الأسنان بالعلمين الجديدة 

### كلية الآثار والتراث الحضاري
تتفرد «كلية الأثار والتراث الحضاري» بالأكاديمية العربية للعلوم والتكنولوجيا والنقل البحري بتقديم درجة البكالوريوس في تخصص علم الأثار والتراث الحضاري معاً بصعيد مصر طبقاً لمعايير الجودة الدولية. برنامج الدراسة مقدم باللغة الإنجليزية من أعضاء هيئة تدريس من صعيد مصر والأجانب والعاملين بالبعثات الأثرية الدولية بمصر.
ويتميز موقع الكلية من حيث القرب من المواقع الأثرية والمتاحف ومظاهر التراث والثقافة الغنية بمدينة أسوان ويجعلها المكان الأمثل لدراسة الأثار والتراث الحضاري.
تعتمد الدراسة على نظام المناهج المتعددة والمناهج المترابطة، والتي يتمكن الطلاب من خلالها دراسة عدة موضوعات كالتراث الحضاري والتنمية الاقتصادية بالاشتراك مع كلية إدارة الأعمال، العمارة والفن الإسلامي، القانون الدولي للممتلكات الثقافية، الآثار المصرية، الآثار القبطية، علوم المتاحف، وتكنولوجيا التراث بالاشتراك مع كلية الحاسبات والمعلومات. وسوف تقوم الكلية أيضاً بإعطاء شهادات مهنية وفرص تدريب في نفس المجالات وبعض التخصصات الأخرى. بالإضافة لذلك يكتسب الطلاب خبرات تطبيقية عملية من خلال دراستهم للغة المصرية القديمة والمساحة والترميم، تلك المعارف التي تمكنهم وتدربهم على العمل الجماعي، اتباع ارشادات الصحة والسلامة، والتأقلم مع الظروف الصعبة في مواقع العمل الأثرية في بيئة صحراوية وغيرها.
ومن المتوقع أن تكون الكلية مركزا متميزا للأبحاث الأثرية والتراثية من خلال الشراكات الدولية مع جهات عدة كجامعة كولون بألمانيا، جامعة أكسفورد وجامعة جنيفا مما ييسر للطلاب فرص السفر والتدريب على أيدي متخصصين في بلدان عدة.
وتوفر الكلية 8 تخصصات، خلال نظام الساعات المعتمدة، وهي: الآثار المصرية، الآثار الأفريقية، أثار الشرق الأدنى والجنوب العربي، الآثار الإسلامية، والآثار البحرية، والترميم المعماري والتراث المعاصر، الحفاظ على الثقافة المادية والمعمار. كما يعتمد نظام التدريس على التعليم التفاعلي والتطبيقي ليصبح الطلاب قادرين على الوصول للمعلومات والحصول على المعرفة بتدريبهم على الاستقلال في التفكير والتفكير المنهجي وكيفية طرح وعرض ما تم تعلمه.
مجالات العمل والدراسات المستقبلية
•	الالتحاق ببرامج الدراسات العليا والعمل في المجال الأكاديمي كباحثين أو أساتذة.
•	العمل كأثريين في البعثات الأثرية الأجنبية المختلفة في مصر.
•	العمل لدى جهات تمويل وفي القطاع الثقافي كالمعونة الأمريكية، الاتحاد الأوروبي، البرنامج الإنمائي للأمم المتحدة، البنك الدولي، واليونسكو كمحققين أو مراجعين.
•	العمل في تنظيم مشروعات التراث الثقافي المختلفة في مصر.
•	العمل ككُتاب محترفين وخبراء اعلاميين في مجال الأثار والتراث الثقافي.
•	العمل في مشاريع دولية مختلفة كعلم الأثار الحسابي ورسم الخرائط والتراث الرقمي.
•	العمل دوليا كخبراء في جهات حكومية مختلفة.
•	العمل في قطاع السياحة والجولات الدراسية.
•	العمل في المدارس المختلفة لتدريس مادة التاريخ.

## الأقسام والفروع

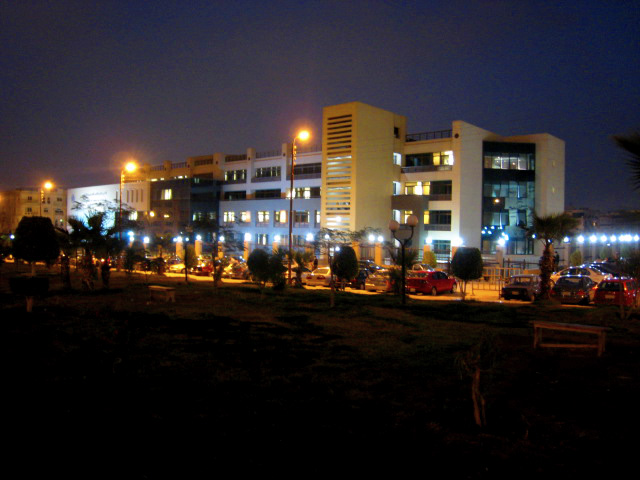
مبني هندسة فرع القاهرة ليلاً.

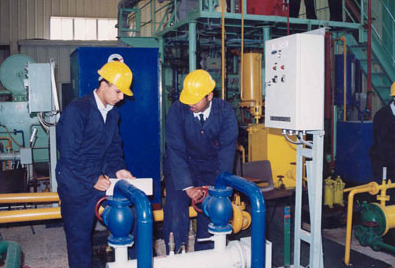
أثناء التدريب العملي

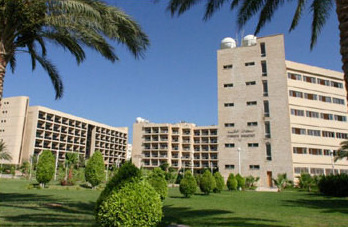
إسكان الطلبـة، الإسكندرية.

- كلية النقل البحري والتكنولوجيا: وتشمل أقسام: الإسكندرية - بورسعيد
  - قسم الملاحة البحرية (الإسكندرية، بورسعيد).
  - قسم الهندسة البحرية (الإسكندرية، بورسعيد).
- كلية الهندسة والتكنولوجيا: وتشمل أقسام:الإسكندرية - القاهرة - بورسعيد - جنوب الوادي[6]
  - الهندسة المعمارية والتصميم البيئي (الإسكندرية، القاهرة، بورسعيد، جنوب الوادي).
  - هندسة الميكاترونيات (الميكاترونكس) والعلوم الأساسية التطبيقية (الإسكندرية، القاهرة، جنوب الوادي).
  - هندسة الحاسب الآلي (الإسكندرية، القاهرة).
  - هندسة التشييد والبناء (الإسكندرية، القاهرة، بورسعيد، جنوب الوادي).
  - الهندسة الكهربائية (الإسكندرية، القاهرة).
  - هندسة الإلكترونيات وهندسة اتصالات (الإسكندرية، القاهرة، جنوب الوادي).
  - الهندسة الصناعية والإدارة (الإسكندرية).
  - الهندسة البحرية (الإسكندرية).
  - الهندسة الميكانيكية (الإسكندرية، القاهرة).
  - الهندسة للدراسات العليا (الإسكندرية، القاهرة).
- كلية الإدارة والتكنولوجيا: وتشمل أقسام:الإسكندرية - القاهرة - جنوب الوادي[6]
  - نظام إدارة المعلومات (الإسكندرية).
  - التسويق وإدارة الأعمال الدولية (الإسكندرية).
  - التجارة الإلكترونية (الإسكندرية).
  - المحاسبة والمالية والفنادق والسياحة (الإسكندرية).
- كلية الحاسبات وتكنولوجيا المعلومات: وتشمل أقسام:الإسكندرية - القاهرة - جنوب الوادي[6]
- كلية الدراسات العليا في الإدارة: وتشمل أقسام:الإسكندرية - القاهرة
  - دكتوراه في إدارة الأعمال.
  - ماجستير في إدارة الأعمال.
  - الماجستير التنفيذي في إدارة الأعمال.
  - دبلوم.
  - الشهادات المهنية.
  - البرامج الدولية.
  - التعليم التنفيذي.
- كلية النقل الدولي واللوجستيات: وتشمل أقسام:الإسكندرية - القاهرة - بورسعيد - جنوب الوادي

و يمكن للطلبة اختيار دراسة بعض أو كل المواد باللغة العربية أو الإنجليزية في كلية النقل الدولي وأيضا اللغة الفرنسية في كلية الإدارة والتكنولوجيا

## المعاهد
- معهد الإنتاجية والجودة «الإسكندرية».
- معهد الدراسات التقنية والمهنيه «الإسكندرية».
- معهد تدريب المواني «الإسكندرية - بورسعيد».
- معهد دراسات اللغات «الإسكندرية - القاهرة».
- معهد الاستثمار والتمويل «الإسكندرية».
- المعهد العربي للتجارة والبورصات السلعية «الإسكندرية».
- معهد السلامة البحرية «الإسكندرية».
- معهد الدراسات التأهيلية «الإسكندرية».

## المراكز
- مركز الأكاديمية للنشر «الإسكندرية».
- مركز حضانات المشروعات «الإسكندرية».
- مركز خدمة الصناعة «الإسكندرية».
- مركز الفندقة البحرية «الإسكندرية».
- مركز المعلومات والتوثيق «الإسكندرية».
- مركز الوسائط المتعددة «الإسكندرية».
- المركز الإقليمي للمعلوماتية «الإسكندرية».
- مركز خدمات الحاسب «الإسكندرية».
- مركز الشبكات والحواسب «الإسكندرية».
- مركز البحوث والاستشارات «الإسكندرية».
- مركز تنمية الأعمال «الإسكندرية».

## العمادات

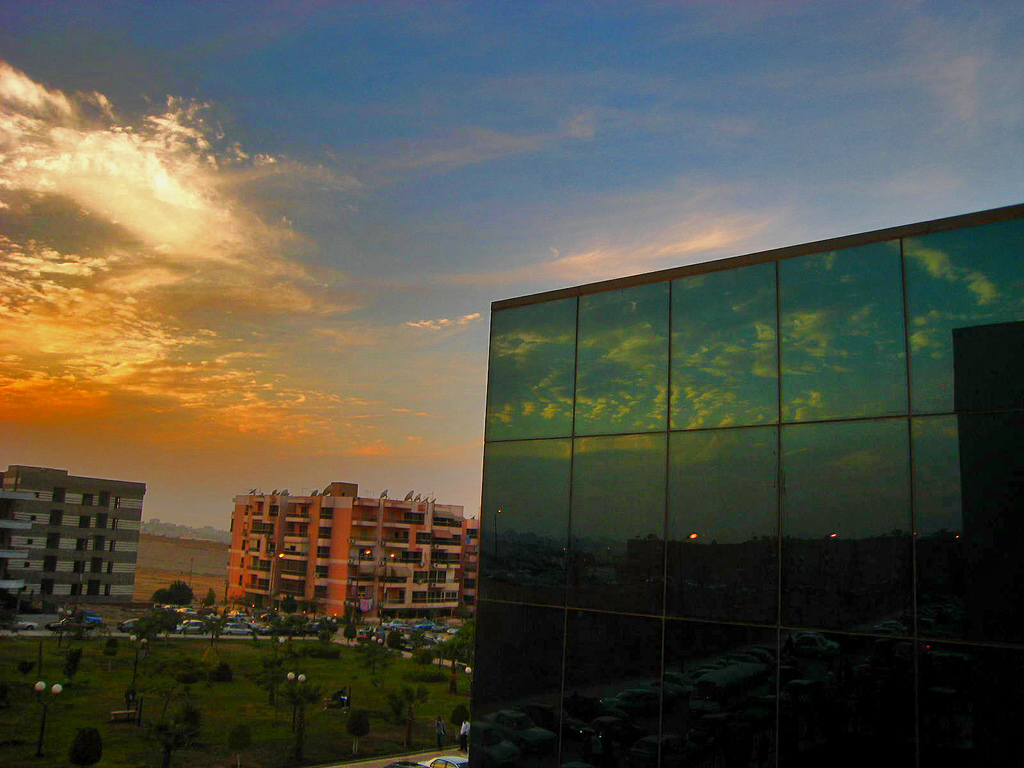

- عمادة القبول والتسجيل «الإسكندرية - القاهرة - بورسعيد».
- عمادة البرامج الدولية «الإسكندرية».
- عمادة برامج خدمة المجتمع «الإسكندرية».
- عمادة الدراسات العليا «الإسكندرية».
- عمادة شئون الطلاب «القاهرة».[7]

## المجمعات
- مجمع المحاكيات المتكامل «الإسكندرية - بورسعيد».
- مجمع المنظمة البحرية الدولية «الإسكندرية».
- مجمع خدمة الصناعة «الإسكندرية».

## المقرات

### المقر الرئيسي (مصر)
- الإسكندرية «المقر الرئيسي بأبوقير - ميامى»
- القاهرة (مساكن الشيراتون بهليوبوليس)
- الجيزة (الدقي - القرية الذكية)
- بورسعيد (بورفؤاد)[8]
- جنوب الوادي (اسوان)[8]
- مطروح (العلمين الجديدة)[9][10]

### سوريا
- اللاذقية

### مقرات تحت الإنشاء
- الجمهورية اليمنية
- جمهورية السودان
- المملكة العربية السعودية[11]

## المكتبة
لم تدخر الأكاديمية العربية للعلوم والتكنولوجيا والنقل البحري منذ تأسيسها في عام 1972، أي جهد في دعم العملية التعليمية.
حيث أنشأت الأكاديمية المكتبات والتي تلعب دورا رئيسيً
ا في دعم الأنشطة التعليمية وإثراء الحياة الأكاديمية من الطلاب وأعضاء هيئة التدريس، حيث تعتبر مكتبة متخصصة من أجل الاستفادة من المعلومات المنشورة في وسائل الإعلام المختلفة المكتبة.

## معرض الصور

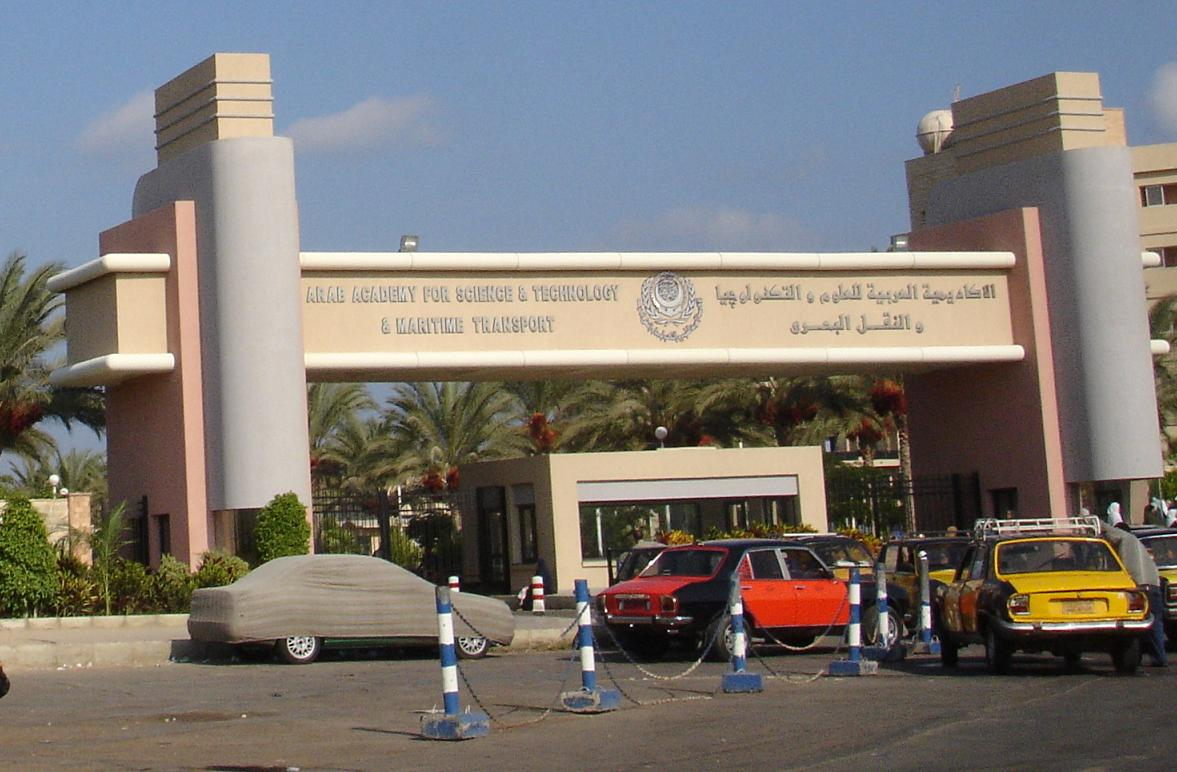
الأكاديمية العربية للعلوم والتكنولوجيا والنقل البحري في الأسكندرية.
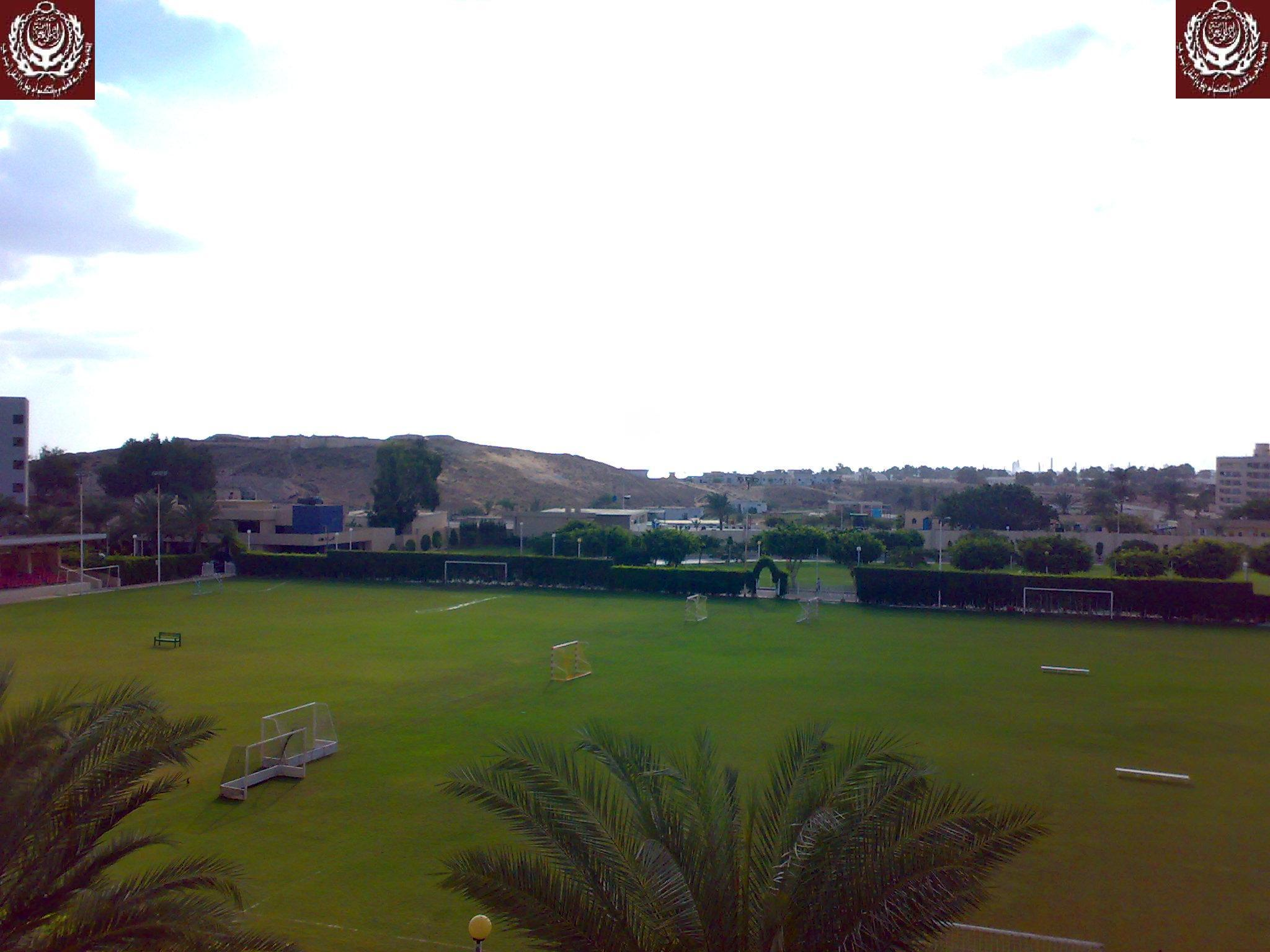
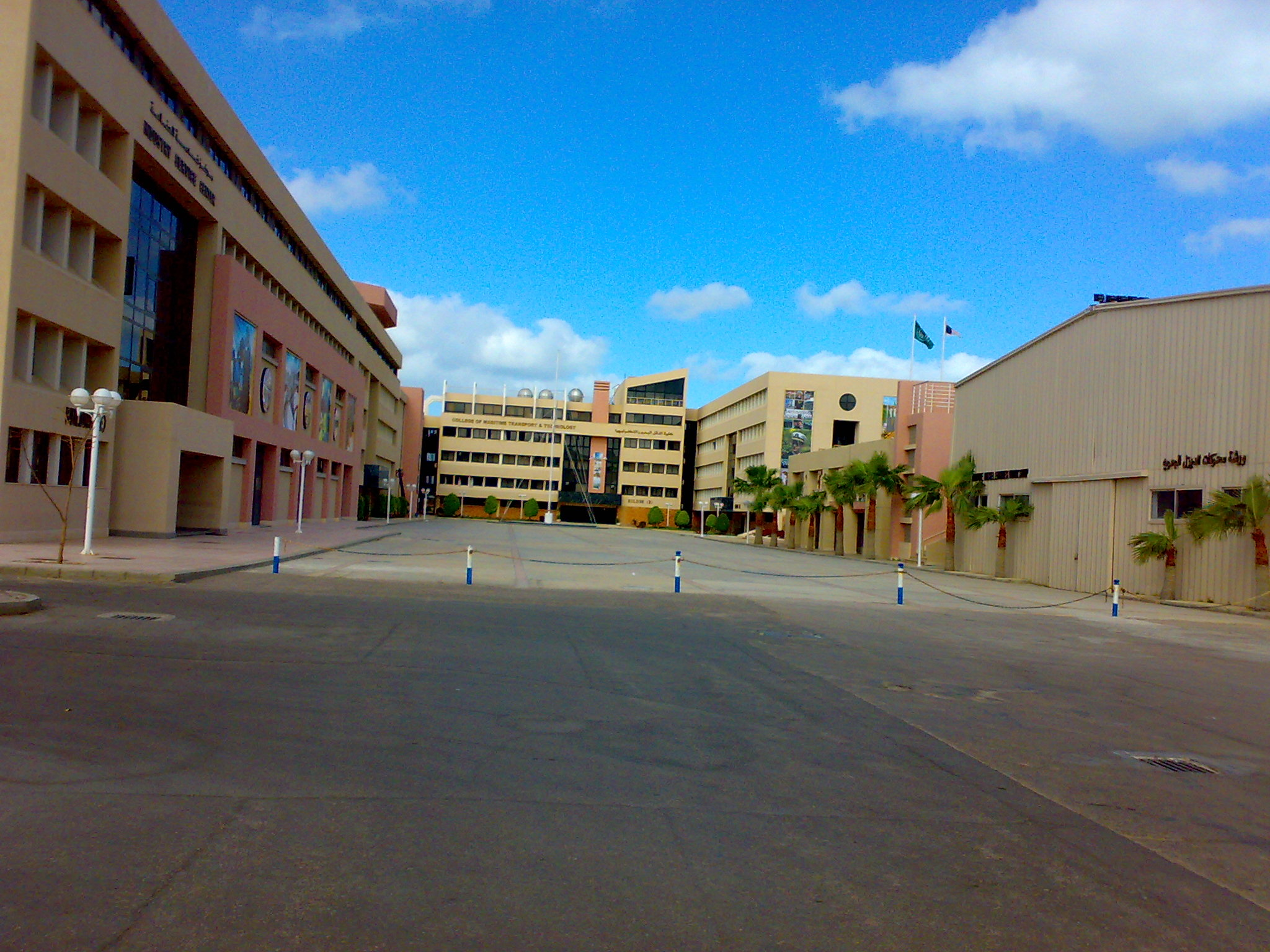

## وصلات خارجية
- الموقع الرسمي